# 陈旭 (1963年)
陈旭（1963年7月1日—），女，河北保定人，清华大学电子工程系教授，曾任中共清华大学党委书记兼校务委员会主任，现任中共中央统战部副部长、国务院侨务办公室主任。主要进行超高真空技术、质谱分析及检漏技术等的教学及科研。

## 生平

### 清华大学
1981年9月，陈旭进入清华大学无线电电子学系本科学习，1986年7月毕业获得学士学位，免試保送碩士，并且留校任教。其间，1984年1月加入中国共产党。1986年9月，进入清华大学无线电电子学系在职攻读硕士学位，1989年7月毕业获得硕士学位。1996年8月到1997年8月，到加拿大拉瓦尔大学物理系任访问学者。2002年9月，进入清华大学电子工程系在职攻读博士学位，2005年7月毕业获得博士学位。
陈旭先后在清华大学电子工程系担任讲师、副教授、教授，并且历任清华大学电子工程系党委研究生工作组副组长、组长、党委副书记、党委书记。2005年5月，出任清华大学学生工作指导委员会副主任。2006年2月，任中共清华大学党委副书记，当时的清华大学党委书记（副部长级）是陈希（2002年至2008年）。2007年12月，任中共清华大学党委常委、副校长。2009年6月，任中共清华大学党委常务副书记、副校长。2009年12月，任中共清华大学党委常务副书记。2013年12月，升任清华大学党委书记（副部长级），接替此前已经调任中共浙江省委组织部部长的胡和平。胡和平的前任是陈希。

### 中共中央统战部
2022年2月，不再担任清华大学党委书记，并出任中共中央统战部副部长，成为当时中央统战部唯一的女性副部长，也是最年轻的副部长。2022年6月，兼任国务院侨务办公室主任。
2022年8月16日，中共中央宣传部举行“中国这十年”系列主题新闻发布会，中央统战部副部长陈旭主要介绍《中国共产党统一战线工作条例》的规定。陈旭表示，这是中国新型政党制度的重要制度安排。可以肯定地说，党外干部真正做到了有职有责有权。
2022年10月22日，当选为中国共产党第二十届中央委员会委员。
2023年3月当选为第十四屆全國政協副秘書長。

## 奖项
陈旭曾经获得省部级科技进步奖一等奖1项、二等奖2项等奖项。

## 社会兼职
陈旭曾担任中国真空学会秘书长、中国大学生体育协会副主席、全国党建研究会高校党建研究专业委员会副主任委员、北京市第十一次党代会代表等职务。是中国共产党第十九届中央委员会候补委员。